# Хутір Грузинського
Хутір Грузинського (рос. Хутор Грузинского) — колишній хутір у Старолюбарській сільській раді Любарського району Житомирської округи Української СРР.

## Населення
У 1923 році в поселенні налічувалося 25 мешканців, дворів — 4.

## Історія
Входив до складу Любарської волості Новоград-Волинського повіту Волинської губернії. У березні 1921 року, в складі волості, переданий до новоутвореного Полонського повіту Волинської губернії.
У 1923 році увійшов до складу новоствореної Старолюбарської сільської ради, яка 7 березня 1923 року включена до складу новоутвореного Любарського району Житомирської округи. Розміщувався за 6 верст від районного центру містечка Любар та від центру сільської ради міст. Старий Любар.
Виключений з обліку населених пунктів після 1923 року.